# 일본국 헌법 제83조
일본국 헌법 제83조(일본어: 日本国憲法第83条)은 일본국 헌법 제7장 "재정"의 조문 중 하나이다. 재정 처리의 권한에 대해 규정하고 있다.

## 조문
일본국 헌법 제83조
국가의 재정을 처리할 권한은 국회의 의결에 의거하여 이를 행사하여야 한다.

## 해설
국가 재정을 집행하는 모든 절차는 사전에 국회에서 결정되어야 한다고 규정하였다. 이는 국민의 대표 기관인 국회가 재정 집행 절차를 통제하도록 함으로써 일본국 헌법의 기본 원리 중 하나인 재정 민주주의를 실현하기 위한 것이라고 볼 수 있다.